# KkStB-Tenderreihe 49
| ÖNWB XVIIa,b / SNDVB XVIIc,d / kkStB 49 / BBÖ 49 / ÖBB 9049 | ÖNWB XVIIa,b / SNDVB XVIIc,d / kkStB 49 / BBÖ 49 / ÖBB 9049 | ÖNWB XVIIa,b / SNDVB XVIIc,d / kkStB 49 / BBÖ 49 / ÖBB 9049 | ÖNWB XVIIa,b / SNDVB XVIIc,d / kkStB 49 / BBÖ 49 / ÖBB 9049 |
| ----------------------------------------------------------- | ----------------------------------------------------------- | ----------------------------------------------------------- | ----------------------------------------------------------- |
| kein Bild vorhanden                                         |                                                             |                                                             |                                                             |
| Technische Daten                                            |                                                             |                                                             |                                                             |
|                                                             | ÖNWB XVIIb 261–268, XVIIa 281–284                           | ÖNWB XVIIb 269–276                                          | SNDVB XVIIc,d 285–288                                       |
|                                                             | kkStB 49.01–12                                              | kkStB 49.13–20                                              | kkStB 49.21–24                                              |
| Anzahl der Achsen                                           | 3                                                           | 3                                                           | 3                                                           |
| Baujahr                                                     | 1901–1906                                                   | 1901–1906                                                   | 1901–1906                                                   |
| Stückzahl                                                   | 24                                                          | 24                                                          | 24                                                          |
| Radstand                                                    | 3160 mm                                                     | 3160 mm                                                     | 3160 mm                                                     |
| Laufrad-Ø                                                   | 969 mm                                                      | 969 mm                                                      | 969 mm                                                      |
| Wasser                                                      | 11,8 m³                                                     | 11,6 m³                                                     | 11,8 m³                                                     |
| Kohle                                                       | 6,2 m³                                                      | 6,2 m³                                                      | 6,2 m³                                                      |
| Leergewicht                                                 | 14,8 t                                                      | 15,2 t                                                      | 14,8 t                                                      |
| Dienstgewicht                                               | 32,3 t                                                      | 32,5 t                                                      | 32,3 t                                                      |
| gekuppelt mit Lokomotiven                                   | 360, 460.01                                                 | 360, 460.01                                                 | 360, 460.01                                                 |

Die kkStB-Tenderreihe 49 war eine Schlepptenderreihe der kkStB, deren Tender ursprünglich von der Österreichischen Nordwestbahn (ÖNWB) und von der Süd-Norddeutschen Verbindungsbahn stammten.
Die ÖNWB beschaffte diese Tender 1901 bis 1906 von der Lokomotivfabrik Floridsdorf, die SNDVB 1906 von Floridsdorf ein und von der Lokomotivfabrik der StEG drei Stück.
Die kkStB ordnete die Tender als Reihe 49 ein.
Die Tender blieben immer mit den Lokomotiven der ehemaligen Privatbahnen gekuppelt.